# (315012) Hutchings
Pour les articles homonymes, voir Hutchings.
(315012) Hutchings est un astéroïde de la ceinture principale.

## Description
(315012) Hutchings est un astéroïde de la ceinture principale. Il fut découvert le 20 janvier 2007 à Mauna Kea par David D. Balam. Il présente une orbite caractérisée par un demi-grand axe de 2,97 UA, une excentricité de 0,11 et une inclinaison de 6,4° par rapport à l'écliptique.

## Compléments